# Медаль «За воинскую доблесть» (Казахстан)
Медаль «За воинскую доблесть» (каз. Жауынгерлік ерлігi үшін) — государственная награда Республики Казахстан, учреждённая на основании Закона Республики Казахстан «О государственных наградах Республики Казахстан» от 12 декабря 1995 года за № 2676.

## Положение о медали
Медалью награждаются военнослужащие Вооружённых Сил, других войск и воинских формирований Республики Казахстан, а также сотрудники органов прокуратуры, национальной безопасности, внутренних дел и уголовно-исполнительной системы:
- за умелые, инициативные и смелые действия в бою, способствующие успешному выполнению боевых задач воинской частью, подразделением, а также в борьбе с преступностью;
- за мужество, проявленное при защите государственной границы;
- за заслуги во время прохождения службы.

## Тип 1
Медаль имеет форму круга, диаметром 34 мм.
В центре круга расположена восьмигранная звезда, внутри звезды изображен щит, на нем символы оружия. Название медали написано по кругу, размер букв - 3,5х3 мм.
Лучи звезд, щит и символы оружия располагаются на 1,5 мм выше над общим кругом.
Медаль изготавливается из латуни. Медаль при помощи ушка и кольца соединяется с колодкой пятиугольной формы из латуни. Высота колодки - 30,5 мм, ширина - 34 мм с рамкой в верхней и нижней частях.
Колодка обтягивается муаровой лентой красного цвета, в центре расположена полоса зеленого цвета.

## Тип 2
Второй тип от первого отличается видом колодки и расцветкой ленты:
Медаль с помощью ушка и кольца соединяется с шестиугольной колодкой 34 мм шириной и 50 мм высотой, изготовленной из латуни. Колодка обтянута муаровой лентой красного цвета, в центре которой две полоски синего цвета шириной 4 мм. Ширина муаровой ленты 34 мм. На оборотной стороне колодки расположена булавка, с помощью которой медаль крепится к одежде.
Медаль изготовлена на Казахстанском монетном дворе в Усть-Каменогорске.